# Skála Marión
Skála Marión (Skala Marion) är en ort i Grekland.   Den ligger i prefekturen Nomós Kaválas och regionen Östra Makedonien och Thrakien, i den nordöstra delen av landet, 300 km norr om huvudstaden Aten. Skála Marión ligger 11 meter över havet och antalet invånare är 379. Den ligger på ön Thassos.
Terrängen runt Skála Marión är kuperad åt nordost, men åt sydost är den platt. Havet är nära Skála Marión åt sydväst.  Närmaste större samhälle är Limenária, 5,3 km öster om Skála Marión.